# Pelota

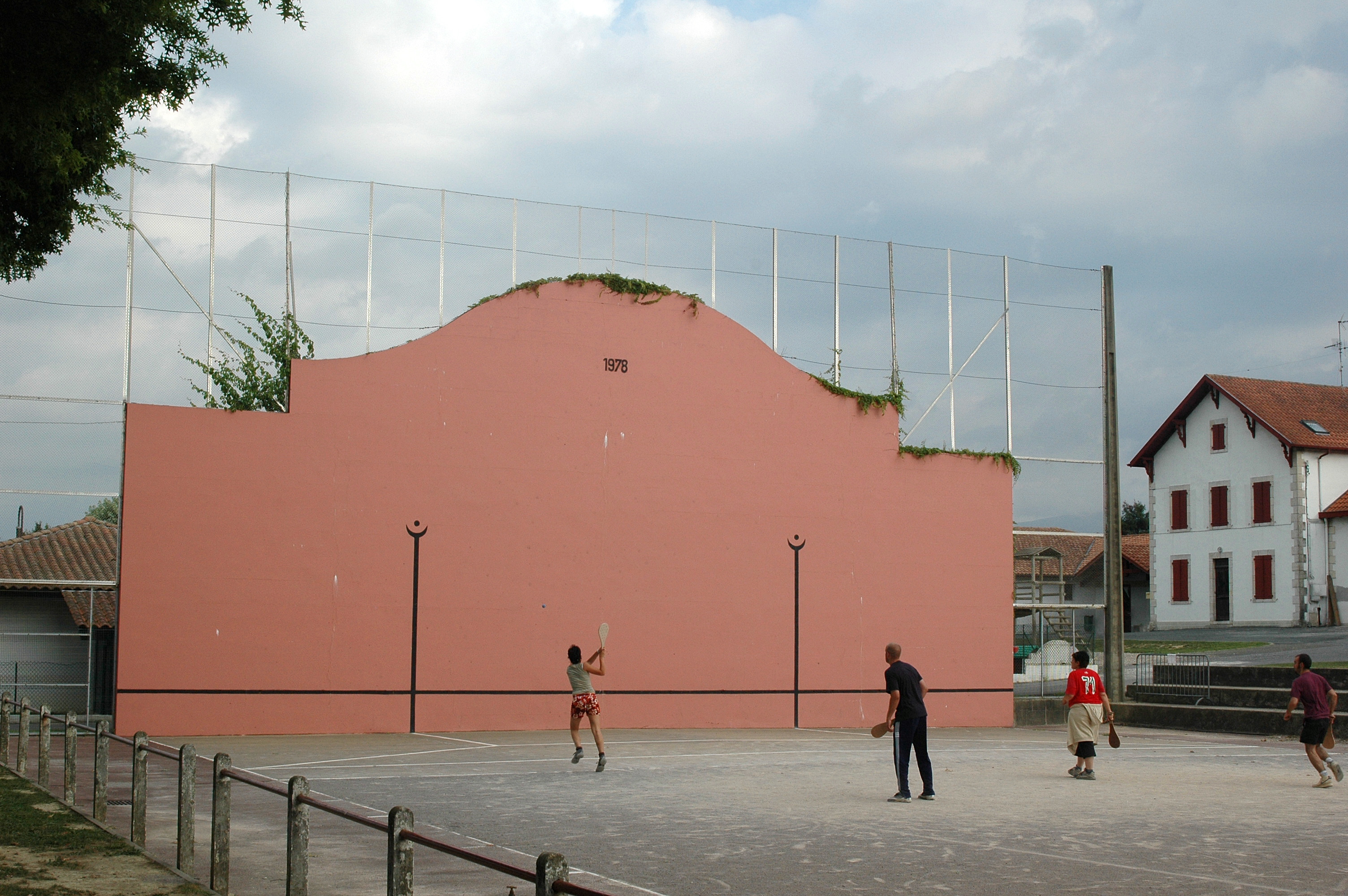
Baskijska gra w pelotę.

Pelota (bask. Pilota, lub Jai-alai) – gra znana w kraju Basków w Hiszpanii. Jest to rodzaj tenisa rozgrywanego na boisku otoczonym ścianami, o które odbijana jest piłka.
W całym regionie niemal każde miasto i każda wioska, nawet najmniejsza, posiadają frontón, czyli boisko, przypominające kort do squasha, na którym zawodnicy rzucają piłką, która jest odbijana o ściany z prędkością nawet do 300 km/h z pomocą specjalnych rakiet z wikliny.
Podstawowe zasady są podobne do zasad obowiązujących w tenisie czy w squashu – piłka tylko raz może się odbić od podłoża, w każdej grze można zdobyć 7–9 punktów.

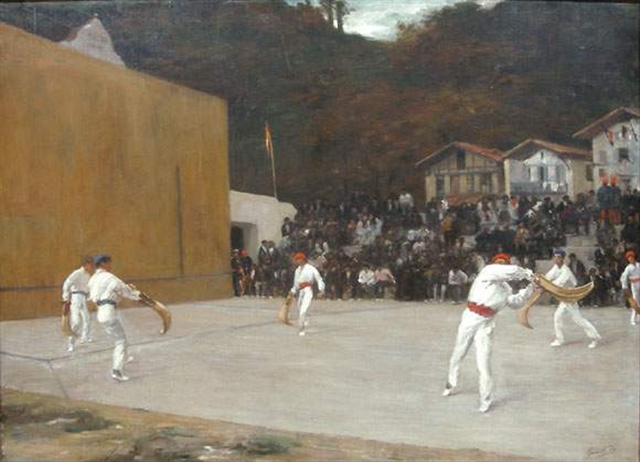
Baskijska gra w pelotę dawniej.